# 二本松車站
二本松車站（日语：／ Nihommatsu eki */?）是一由東日本旅客鐵道（JR東日本）所經營的鐵路車站，位於日本福島縣二本松市本町2丁目，是東北本線沿線的車站之一，也是所在地二本松市的主車站。2002年時，二本松車站以「極適合丹羽十萬石的城下町、二本松城造型的站舍」（丹羽十万石の城下町にはふさわしく、二本松城を型どった駅舎）的評語，入選東北車站百選之列。

## 車站結構
側式月台2面2線的地面車站。各月台以跨線天橋連接。
二本松站以前為特急列車的停車站。

### 月台配置
| 月台 | 路線      | 方向 | 目的地               |
| ---- | --------- | ---- | -------------------- |
| 1    | ■東北本線 | 下行 | 福島、藤田、仙台方向 |
| 2    | ■東北本線 | 上行 | 郡山、矢吹、黑磯方向 |

## 相鄰車站
東日本旅客鐵道
■東北本線
杉田－二本松－安達

## 外部連結
- （日語）二本松站（JR東日本）（页面存档备份，存于）